# Självporträtt med den fiolspelande döden
Självporträtt med den fiolspelande döden (tyska: Selbstbildnis mit fiedelndem Tod) är en oljemålning av den schweiziske symbolistiske konstnären Arnold Böcklin. Den målades 1872 och ingår sedan 1898 i samlingarna på Alte Nationalgalerie i Berlin.
Böcklin var omkring 44 år och tillfälligt bosatt i München när han målade detta självporträtt. Det ställdes ut på Münchner Kunstverein samma år och innebar ett genombrott för konstnären. Böcklin hade tidigare bott i München och var väl förtrogen med staden och dess konstmuseum. På museet hade Böcklin inspirerats av ett porträtt av Sir Brian Tuke som var en kopia av ett äldre verk av Hans Holbein den yngre från omkring 1540. Även i denna målning lurade döden bakom ryggen på den porträtterade i ett så kallat memento mori-motiv. Böcklins målning inspirerade i sin tur Hans Thoma och Lovis Corinth till liknande självporträtt. 
Självporträtt med den fiolspelande döden ställdes 2024–2025 ut på Ateneums utställning Gothic Modern i Helsingfors. Ett annat självporträtt av Böcklin målades 1873 och är utställt på Hamburger Kunsthalle.

## Relaterade målningar

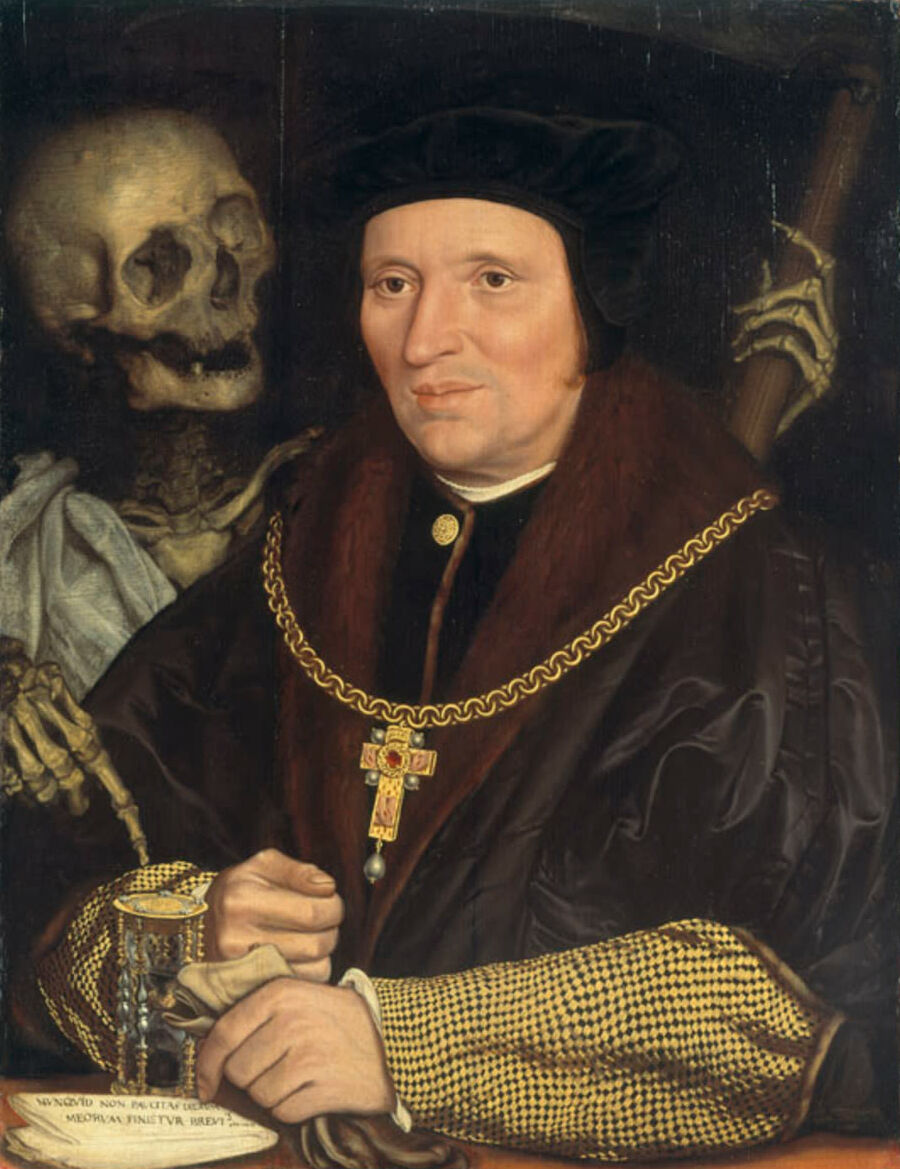
Porträtt av Sir Brian Tuke från omkring 1540. Målningen är sannolikt en kopia av ett Hans Holbein den yngre-verk och är utställd på Alte Pinakothek.
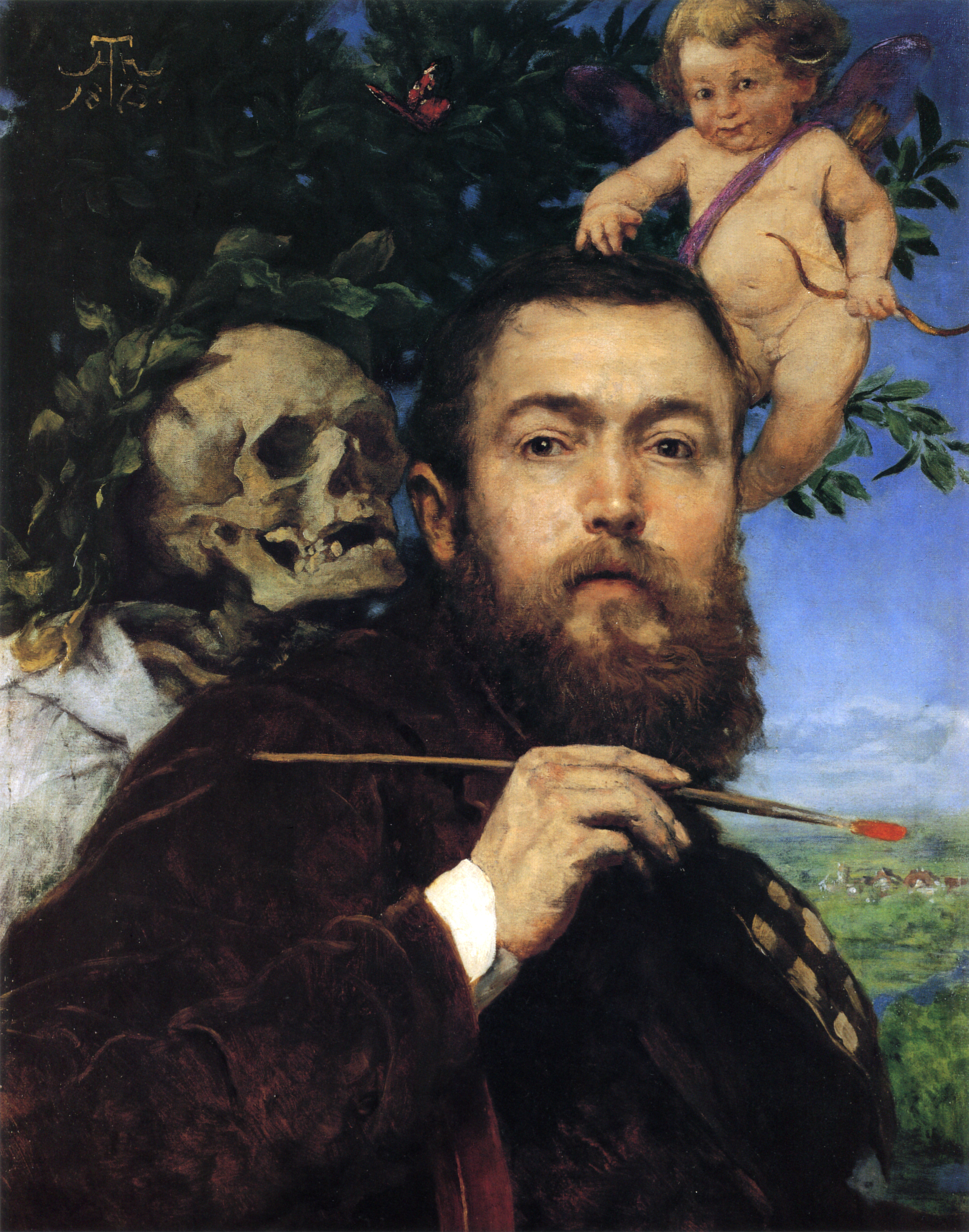
Hans Thomas Självporträtt med Amor och döden från 1875, Staatliche Kunsthalle Karlsruhe.
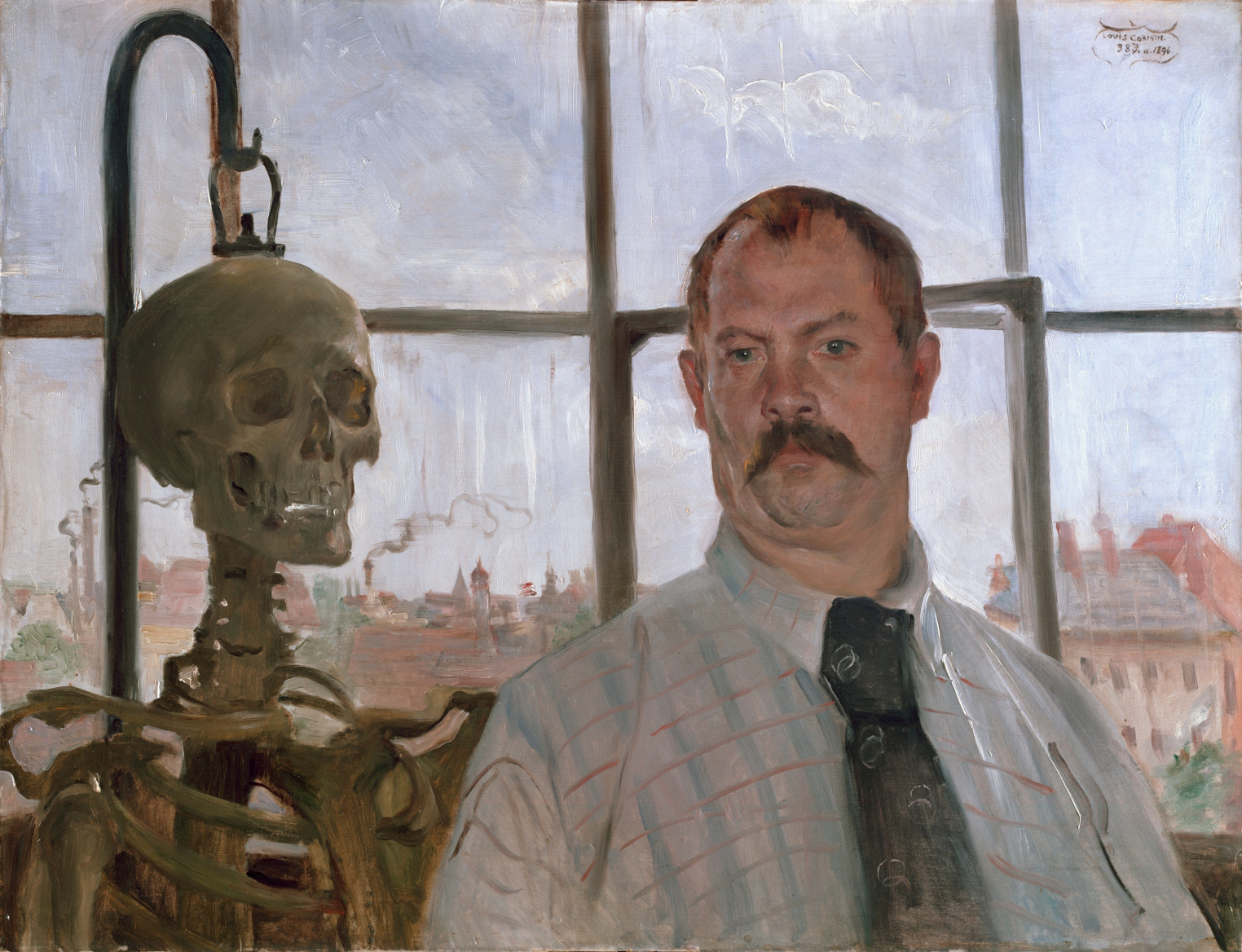
Lovis Corinths Självporträtt med skelett (1896), Städtische Galerie im Lenbachhaus.
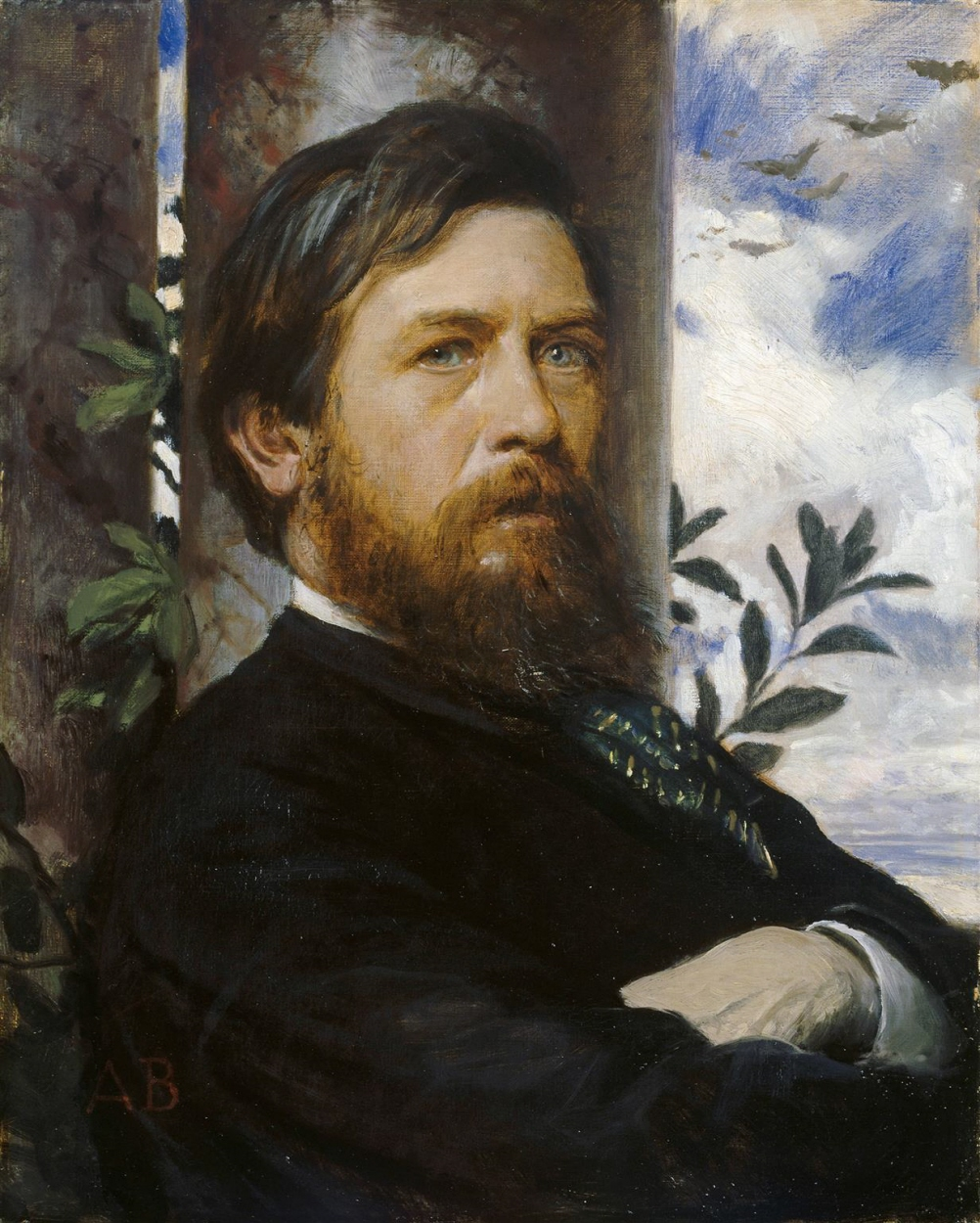
Självporträtt av Böcklin (1873), Hamburger Kunsthalle.